# Východní Timor na Letních olympijských hrách 2012
Východní Timor se účastnil Letních olympijských her 2012 a zastupovali ho 2 sportovci v 1 sportu (1 muž a 1 žena). Po jeho debutu v roce 2004 šlo o historicky třetí účast tohoto státu na olympijských hrách. Zemi reprezentovali dva maratonci, kteří se na hry kvalifikovali díky divoké kartě. Vlajkonošem výpravy během zahájení her byl Augusto Ramos Soares. Při zakončení her byla vlajkonoškou výpravy Juventina Napoleão. Starším z výpravy byl Augusto Soares, kterému bylo v době konání her 25 let. Nikomu z výpravy se během her nepodařilo získat medaili.

## Pozadí
Po svém debutu v Athénách v roce 2004 se Východní Timor v roce 2012 účastnil svých třetích olympijských her. Nikdo z východotimorských atletů nesplnil kvalifikační limit A ani limit B a tak se oba reprezentanti na hry kvalifikovali díky divoké kartě, kterou obdrželi od Národního olympijského výboru Východního Timoru. Národní olympijské výbory mají obvykle možnost kvalifikovat až tři atlety do každé soutěže, pokud však všichni splnili limit A nebo jednoho sportovce do soutěže, pokud splnil limit B. Ovšem při neexistenci sportovce, který by splnil alespoň nějaký limit, dostal Národní olympijský výbor Východního Timoru možnost kvalifikovat dva sportovce pomocí divoké karty, a to jednoho muže a jednu ženu. Národní olympijský výbor se rozhodl tyto dvě divoké karty udělit dvěma maratoncům, jmenovitě Juventině Napoleão a Augustu Ramosu Soaresovi.

## Disciplíny

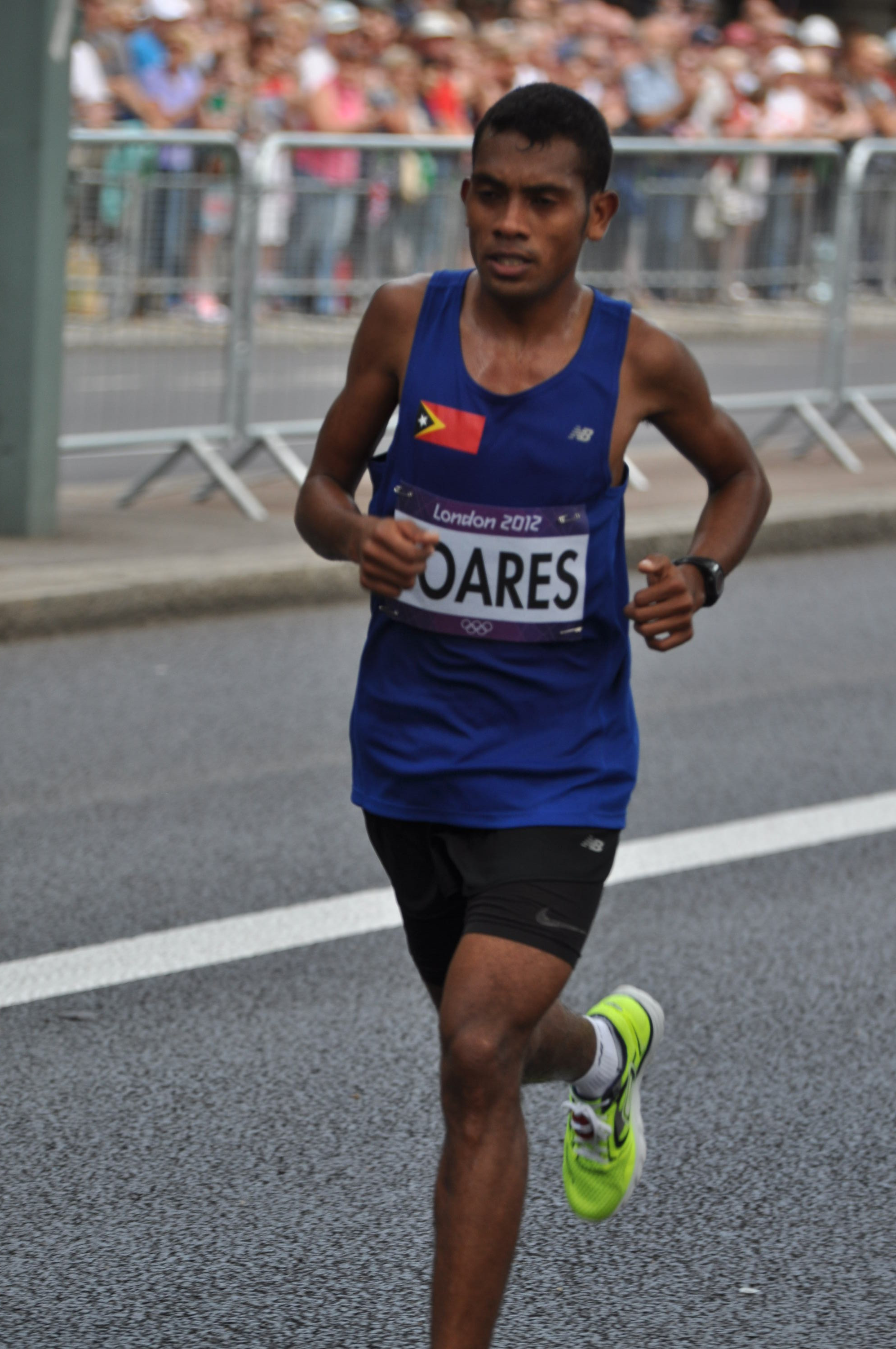
Augusto Ramos Soares během olympijského maratonského závodu v Londýně

### Atletika
Pro 25letého Augusta Ramose Soarese byla účast na olympijských hrách v Londýně jeho olympijským debutem. Měl startovat již na předchozích olympijských hrách v Pekingu, ale tam do závodu nenastoupil. Závod mužů v maratonu se uskutečnil 12. srpna 2012. Soares nastoupil proti dalším 109 atletům. Zaběhl čas 2:45:09 a umístil se celkově na 84. místě z 85 maratonců, kteří závod dokončili. Dokázal tak porazit pouze reprezentanta Lesotha.
Pro 23letou Juventinu Napoleão byla účast na hrách v Londýně její olympijským debutem. Závod žen v maratonu se uskutečnil 5. srpna 2012. Napoleão v něm závodila s dalšími 107 atletkami. Dosáhla času 3:05:07, kterým si vylepšila svůj osobní rekord. Přesto skončila na 106. místě a v závodu překonala pouze irskou reprezentantku Caitrionu Jenningsovou.
| Sportovec/Sportovkyně | Disciplína     | Finále     | Finále |
| Sportovec/Sportovkyně | Disciplína     | Čas        | Pořadí |
| --------------------- | -------------- | ---------- | ------ |
| Augusto Ramos Soares  | maraton – muži | 2:45:09    | 84.    |
| Juventina Napoleão    | maraton – ženy | 3:05:07 PB | 106.   |